# Melanagromyza sagehenensis
Melanagromyza sagehenensis är en tvåvingeart som beskrevs av Spencer 1981. Melanagromyza sagehenensis ingår i släktet Melanagromyza och familjen minerarflugor. Inga underarter finns listade i Catalogue of Life.